# Mázhaus
Mázhaus (mázhauz) (německy Maßhaus, česky též velká síň, v dobových textech také velký, spodní atp. palác) je rozměrná místnost zaujímající celou přední část přízemí patrového gotického či renesančního měšťanského domu. 

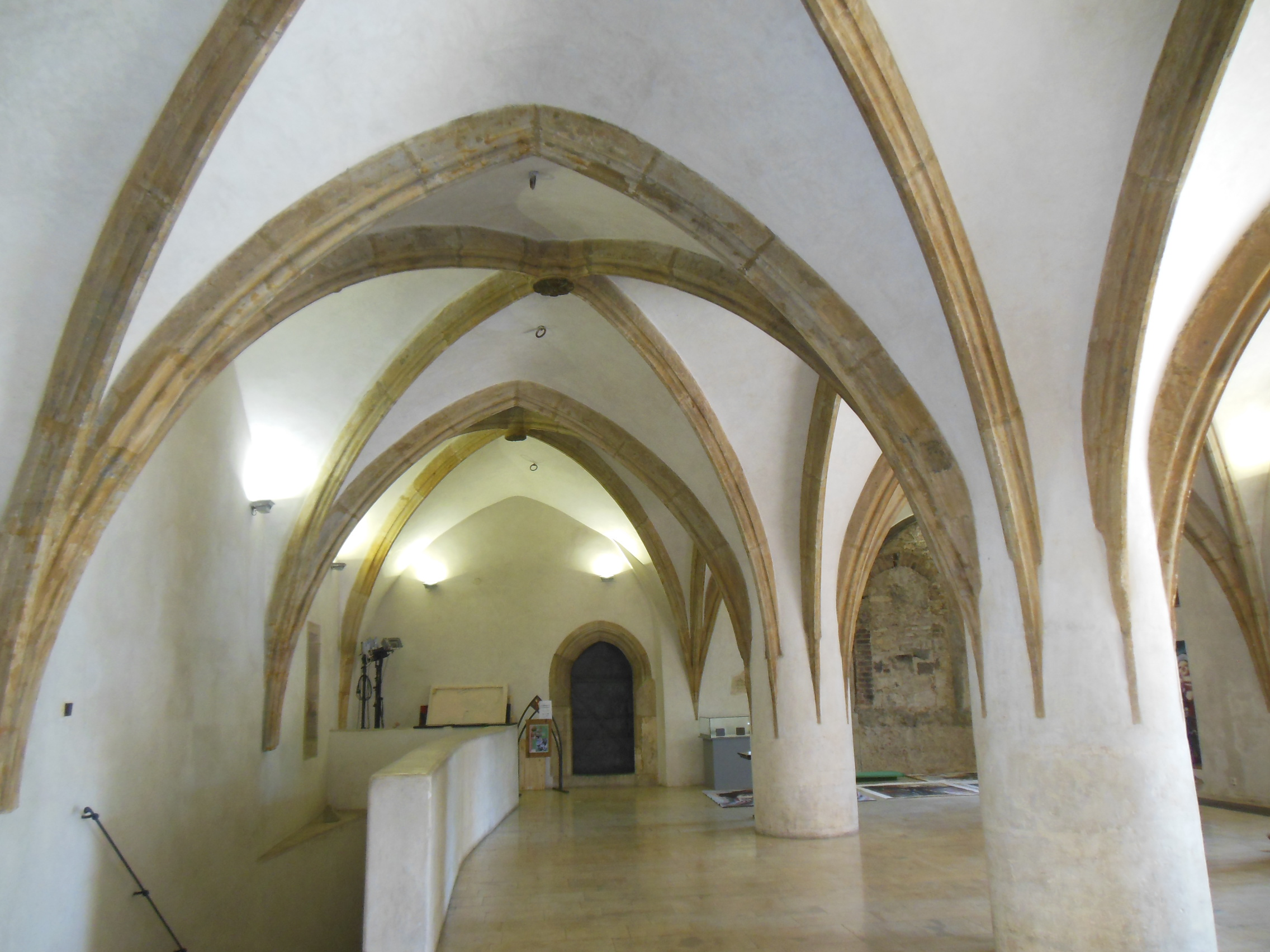
Mázhaus pražské novoměstské radnice

Tento prostor byl užíván především k výčepu piva, případně k provozování další obchodní činnosti či řemesla. Nebyl vytápěn. Fungoval též jako komunikační uzel, z něhož směřovaly schody do (obytného) prvního patra a do sklepa, průjezd či průchod do dvora atp. Byl téměř vždy zaklenut, velmi často s použitím asymetricky umístěného středního sloupu. Od ulice či podloubí jej dělila plná zeď prolomená vstupem a oknem či okny. 
Mázhausy vznikaly od 13. století jako důsledek vydělení a přesunu obytné složky měšťanského domu do jeho prvního patra. Tímto způsobem došlo k rozdělení základních funkcí hlavní obytné místnosti domu, tzv. dýmné jizby. Veřejná, obchodní či řemeslná složka zůstala v přízemí, neboť je těsně svázána jak s funkcemi sklepa a dvora, tak s prostorem ulice. Především jde o již zmíněný výčep piva, který těsně souvisí s právem vaření piva (tímto právem byla ve středověku obdařena naprostá většina měšťanských domů), ale i o další obchodní či řemeslnickou činnost.
Především v souvislosti se zřizováním obchodů v přízemích domů v 19. století byly mázhauzy hromadně rušeny. Naopak obnovovány byly v mnoha historických městech při památkových rekonstrukcích v době socialismu. Dnes je proto nalezneme v mnoha domech v centru Českého Krumlova, Slavonicích atp. Po roce 1989 byly tyto rekonstruované mázhausy často opět využity pro obchodní či restaurační činnost.
S právem výčepu piva souvisí i jeho tradiční označení. „Máz“ byla stará objemová jednotka (zhruba 1,4 l), užívaná především pro pivo, haus znamená německy „dům“, ale v dobových textech jím může být rozuměna také hlavní obytná místnost. V podstatě tedy jde o jakýsi „domov piva“.